# Carla van der Vorst
Carla van der Vorst (Den Haag, 23 mei 1947 – Amsterdam, 6 april 2010) was een Nederlands modeontwerpster, bekend geworden met haar merk Carla V. Ze ontwierp kleding voor onder andere Shocking Blue, Jerney Kaagman, Luv, de Dolly Dots, Candy Dulfer en Anouk. Diana Ross bestelde zestig modellen van haar collectie.
Van der Vorst volgde de modeacademie in Den Bosch en de Vrije Academie in Den Haag. Haar favoriete materiaal was leer. Ze opende winkels in Den Haag en Voorburg en in 1987 een derde winkel aan het Rokin in Amsterdam. In 1995 volgde een faillissement. Van 2001 tot 2008 had ze in Amsterdam een winkel aan de Cornelis Schuytstraat.
Van der Vorst leefde samen met fotograaf Claude Vanheye en later met diskjockey Alfred Lagarde. Ze overleed op 62-jarige leeftijd aan kanker en werd op 10 april 2010 gecremeerd te Uithoorn.
Een door haar ontworpen metallic blauw pak, dat Jerney Kaagman droeg tijdens de Toppop-opnamen voor Weekend, schonk Kaagman in 2013 aan het Nederlands Instituut voor Beeld en Geluid.